# Oldenlandia uvinsae
Oldenlandia uvinsae är en måreväxtart som beskrevs av Bernard Verdcourt. Oldenlandia uvinsae ingår i släktet Oldenlandia och familjen måreväxter. Inga underarter finns listade i Catalogue of Life.